# Параллельная работа дизель-генераторов
Под параллельной работой генераторов понимается выработка электроэнергии двумя или более агрегатами на общую нагрузку. Условие для параллельной работы — это равенство частоты, напряжения, порядка чередования фаз и углов фазового сдвига на каждом генераторе.
Общая нагрузка при параллельной работе генераторов будет распределяться пропорционально их номинальным мощностям только в том случае, если их внешние характеристики, построенные с учетом изменения скорости вращения первичных двигателей в зависимости от относительного значения тока I/Iн, будут одинаковы.

## Преимущества параллельной работы дизель-генераторов
Параллельный режим работы дизель-генераторов применяется в многоагрегатных дизель-электростанциях с целью улучшения их рабочих характеристик:
- оптимизации коэффициента нагрузки каждого агрегата и как следствие — повышение топливной экономичности
- повышения ресурса мощности свыше единичной мощности одного агрегата
- повышения надежности всей дизельэлектростанции за счет применения однотипных дизель-генераторов
- оптимизации циклов сброса-наброса нагрузки на каждый дизель-генератор путём применения предварительно заданных законов приема и снятия нагрузки
- коммутационные аппараты срабатывают при малых значениях тока, повышается ресурс коммутационной аппаратуры

## История вопроса
Параллельный режим работы дизель-генераторов стал применяться в генераторных установках на судах и промышленных электростанциях в середине 20-го века. Квалификация обслуживающего персонала была высокой, в то время, как степень автоматизации процесса была значительно ниже, чем в наши дни. Также вследствие низкой автоматизированности процесса, накладывались конструктивные ограничения на применяемость дизель-генераторных агрегатов. Например, требовалось равенство статизма нагрузочных характеристик дизель-генераторов, вводящихся в параллель. В настоящее время, системы управления, построенные на принципе ПИД-регулирования позволяют вводить в параллель даже установки с первичными двигателями разного типа (например: дизель-генератор с турбо-генератором).

## Техническое описание
Существует несколько методов, позволяющих ввести в параллельную работу два и более дизель-генератора:
Точная синхронизация
Для выполнения требуется добиться равенства значений напряжения, частоты тока и углов сдвига фаз на каждом генераторе. Коммутация на сборную шину производится после входа этих параметров в предварительно заданную зону уставок — окно синхронизации.
Точная синхронизация подразумевает применение электронного управления подачей топлива в первичном двигателе (управление частотой вращения первичным двигателем и как следствие — управление по активной мощности при параллельной работе, по углу фазового сдвига при синхронизации) и электронного управления током возбуждения синхронного генератора (управление напряжением и как следствие — управление по реактивной мощности при параллельной работе, выравнивание напряжения при синхронизации). Такое решение связано с тем, что классические механические однорежимные регуляторы частоты вращения дизеля реагируют только на внешнее возбуждающее воздействие и не дают возможности оперативно изменять подачу топлива не только в зависимости от нагрузки, а по более сложным алгоритмам, которые применяются при синхронизации и при параллельной работе. Аналогично решается вопрос с регулированием напряжения синхронного генератора. Регулятор должен иметь возможность внешнего автоматического управления вне зависимости от электрической нагрузки. Каждый дизель-генератор оборудуют контроллером с соответствующим функционалом для параллельной работы. Несколько контроллеров объединяют в сеть с применением аналогового или цифрового интерфейса. Система настраивается таким образом, чтобы обеспечить надежную синхронизацию и устойчивую параллельную работу исходя из единичной мощности и характеристик каждого агрегата и условий их совместной работы на конкретную нагрузку.
Грубая синхронизация
Имеет более широкое окно синхронизации. Как следствие, возникают значительные уравнительные токи при замыкании генераторов на сборную шину.
Самосинхронизация
Для выполнения самосинхронизации замыкают раскрученный до номинальной частоты вращения генератор на сборные шины электростанции при отсутствии на нём возбуждения. Затем постепенно подают ток возбуждения на ротор генератора, результатом чего будет втягивание в синхронизм подключаемого генератора.

## Параллельная работа дизель-генератора с сетью
Отдельным случаем параллельной работы дизель-генератора является параллельная работа дизель-генератора с промышленной электросетью. На практике такая необходимость возникает в случае эпизодического или постоянного превышения мощности нагрузки над выделенной мощностью сетевого ввода. Также появляется возможность перевода нагрузки с сети на дизель-генератор и обратно без перебоя питания потребителей в случае планового отключения сетевого электропитания. От режима параллельной работы двух или нескольких дизель-генераторов, параллельная работа дизель-генератора с сетью отличается тем, что возможно осуществить управляющее воздействие только на дизель-генератор, в то время как параметры промышленной электросети управляющему воздействию не подлежат.